# 白云街道 (丽水市)
白云街道，是中华人民共和国浙江省丽水市莲都区下辖的一个乡镇级行政单位。

## 行政区划
白云街道下辖以下地区：
北郭桥社区、白云社区、后庆社区、灯塔社区、三岩寺社区、接官亭社区、城西村、城北村、灯塔村和丽光村。